# Ferpicloz
Ferpicloz (Freiburger Patois Fèrpihyoⓘ) ist eine politische Gemeinde im District de la Sarine (deutsch: Saanebezirk) des Kantons Freiburg in der Schweiz. Der frühere deutsche Ortsname Pichlen ist heute nicht mehr gebräuchlich.

## Geographie
Ferpicloz liegt auf 767 m ü. M., 7 km südlich der Kantonshauptstadt Freiburg (Luftlinie). Das Dorf erstreckt sich an aussichtsreicher Lage auf einem Hochplateau östlich des Bois d'Amont, im voralpinen Hügelgebiet des Freiburger Mittellandes.
Die Fläche des nur gerade 1,0 km² grossen Gemeindegebiets umfasst einen Abschnitt des höheren Freiburger Mittellandes nahe dem Alpennordrand. Der zentrale Teil wird von der Höhe von Ferpicloz eingenommen, die sich gegen Südosten allmählich zur Talniederung des Pontet abdacht. Im Westen erstreckt sich der Gemeindeboden auf den Waldhügel Bois d'Amont und erreicht hier mit 842 m ü. M. den höchsten Punkt von Ferpicloz. Von der Gemeindefläche entfielen 1997 18 % auf Siedlungen, 12 % auf Wald und Gehölze und 70 % auf Landwirtschaft.
Zu Ferpicloz gehören jeweils der westlich der Strasse Freiburg – La Roche gelegene Teil der Siedlungen Le Mouret (754 m ü. M.) und Rionbotset (764 m ü. M.) sowie mehrere Einzelhöfe. Nachbargemeinden von Ferpicloz sind Le Mouret und Bois-d’Amont.

## Bevölkerung
Mit 251 Einwohnern (Stand 31. Dezember 2023) gehört Ferpicloz zu den kleinen Gemeinden des Kantons Freiburg. Von den Bewohnern sind 85,8 % französischsprachig, 12,0 % deutschsprachig, und 0,6 % sprechen Russisch (Stand 2000). Die Bevölkerungszahl von Ferpicloz belief sich 1850 auf 118 Einwohner, 1900 auf 132 Einwohner. Im Verlauf des 20. Jahrhunderts pendelte die Bevölkerungszahl im Bereich zwischen 130 und 150 Personen. Erst seit 1990 (138 Einwohner) wurde ein deutliches Bevölkerungswachstum verzeichnet.

## Wirtschaft
Ferpicloz war bis in die zweite Hälfte des 20. Jahrhunderts ein vorwiegend durch die Landwirtschaft geprägtes Dorf. Heute haben der Ackerbau, die Milchwirtschaft und die Viehzucht nur noch einen geringen Stellenwert in der Erwerbsstruktur der Bevölkerung. Weitere Arbeitsplätze sind im lokalen Kleingewerbe und im Dienstleistungssektor vorhanden, unter anderem in einem Betrieb der Holzverarbeitung. Von 1630 bis 1971 war in Le Mouret auf dem Gebiet von Ferpicloz eine Ziegelei in Betrieb, welche wesentlich zur wirtschaftlichen Entwicklung des Ortes beitrug. Im Moorgebiet südlich des Dorfes wurde besonders während des Zweiten Weltkrieges Torf abgebaut. In den letzten Jahrzehnten hat sich das Dorf zu einer Wohngemeinde entwickelt. Viele Erwerbstätige sind deshalb Wegpendler, die hauptsächlich in der Region Freiburg arbeiten.

## Verkehr
Die Gemeinde ist verkehrsmässig recht gut erschlossen. Sie liegt nur wenig neben der Hauptstrasse von Freiburg nach Broc. Durch die Buslinien der Transports publics Fribourgeois, die von Freiburg via La Roche nach Bulle respektive nach Jaun führen, ist Ferpicloz an das Netz des öffentlichen Verkehrs angebunden.

## Geschichte
Das Gemeindegebiet von Ferpicloz war schon früh besiedelt. So wurden bei Le Mouret Überreste eines römischen Gutshofes gefunden, der von der Mitte des 1. bis ins 4. Jahrhundert bewohnt war.
Die erste urkundliche Erwähnung des Ortes erfolgte im 12. Jahrhundert unter dem Namen Frigidum pesclum. Später erschienen die Bezeichnungen Ferpehlou (1269), Ferpecles (1270) und Ferpecloz (1300). Der Ortsname geht wahrscheinlich auf die lateinischen Wörter frigidum pasculum (kühle Weide) zurück.
Seit 1270 gehörte Ferpicloz zur Herrschaft Marly. Im 15. Jahrhundert kam das Dorf unter die Herrschaft von Freiburg und wurde der Alten Landschaft (Burgpanner) zugeordnet. Nach dem Zusammenbruch des Ancien Régime (1798) gehörte Ferpicloz während der Helvetik zum Bezirk La Roche und ab 1803 zum Bezirk Freiburg, bevor es 1848 mit der neuen Kantonsverfassung in den Saanebezirk eingegliedert wurde. An den Vorbereitungen für das Fusionsprojekt von Le Mouret nahm zunächst auch Ferpicloz teil, schied dann aber aus und bildet deshalb noch heute eine unabhängige Gemeinde. Ferpicloz besitzt keine eigene Kirche; es gehört zur Pfarrei Ependes.